# Кеке Росберг
Кеијо Ерик „Кеке“ Росберг (швед. Keke Rosberg; Стокхолм, 6. децембар 1948) је фински спортски аутомобилиста, светски првак у Формули 1 1982. године с болидом Вилијамс-Форд.
Отац је возача формуле 1 Ника Росберга, светског првака за 2016 годину, који се такмичи под немачком заставом.